# Günther-Eberhardt Wisliceny

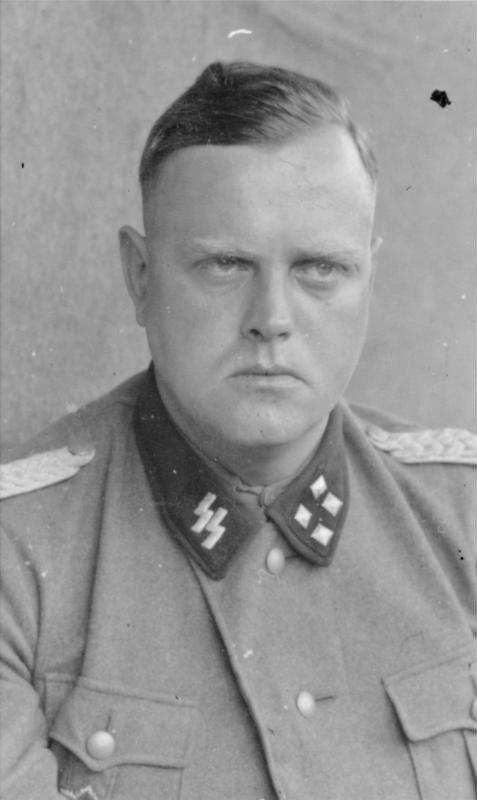
Günther-Eberhard Wisliceny im Juli 1943

Günther-Eberhardt Wisliceny (* 5. September 1912 in Angerburg; † 25. August 1985 in Hannover) war ein deutscher Offizier, zuletzt SS-Obersturmbannführer der Waffen-SS im Zweiten Weltkrieg.

## Leben
Wisliceny war Mitglied der NSDAP (Mitgliedsnummer 1.187.703) und SS (Mitgliedsnr. 41.043). Er trat 1933 der SS-Stabswache in Berlin bei und wurde 1938 Mitglied des Regiments Der Führer. Während des Zweiten Weltkriegs wurde er im Frühling 1941 Chef der 8. Kompanie des SS-Infanterie-Regiment 11 und wurde im Balkan eingesetzt. Nachdem dieses Regiment aufgelöst worden war, übernahm er die 8. Kompanie des Regiments „Der Führer“. Am 6. Dezember 1941 wurde er verwundet und übernahm nach seiner Rückkehr im März 1942 das III. Bataillon des SS-Panzergrenadier-Regiment „Deutschland“. Während der Schlacht von Kursk gelang es ihm mit seinem Bataillon als einziger deutscher Einheit in erbitterten Nahkämpfen die erste russische Verteidigungslinie im Bjelgorod-Sektor zu durchbrechen. Durch diese Bresche wurde später ein Großteil des SS-Panzerkorps geschleust. Für diese Leistung erhielt Wisliceny am 30. Juli 1943 das Ritterkreuz. Am 26. Dezember 1944 erhielt er als Kommandeur des SS-Panzergrenadier-Regiment 3 „Deutschland“ das Eichenlaub zum Ritterkreuz für sein Verhalten im Kampf an der Westfront (Normandie). Nach weiteren Kampfeinsätzen in der Eifel, den Ardennen und Ungarn geriet er bei Kriegsende in Österreich in US-amerikanische Kriegsgefangenschaft und wurde an die Franzosen übergeben. Diese führten Untersuchungen über deutsche Kriegsverbrechen seiner Division in Tulle und Oradour-sur-Glane durch. Wisliceny wurde 1951 entlassen.
Günther-Eberhardt Wisliceny war der jüngere Bruder des Kriegsverbrechers Dietrich Wisliceny.

## Auszeichnungen
- Verwundetenabzeichen in Gold
- Infanterie-Sturmabzeichen in Silber
- Eisernes Kreuz
  - II. Klasse am 27. Juli 1941
  - I. Klasse am 1. November 1941
- Deutsches Kreuz in Gold am 24. April 1943[1]
- Nahkampfspange in Gold am 31. März 1945[1]
- Ritterkreuz des Eisernen Kreuzes mit Eichenlaub[1]
  - Ritterkreuz am 30. Juli 1943[1]
  - Eichenlaub am 26. Dezember 1944 (687. Verleihung)[1]